# Christian Chavagneux
Pour les articles homonymes, voir Chavagneux.
Christian Chavagneux, né en 1962, est un journaliste économique français, président du conseil d'administration de l'hebdomadaire Alternatives économiques.

## Parcours universitaire
Christian Chavagneux est docteur en économie, auteur d'une thèse sur la finance dirigée par Philippe Hugon et soutenue en 2000. Il a eu comme directeur de mémoire de D.E.A. Christian de Boissieu à l'université Panthéon-Sorbonne en 1986, puis a obtenu un master à la London School of Economics.
Après ses études, il a d'abord enseigné à l'Institut d'études politiques de Paris, ainsi qu'à l'université Paris-Dauphine.

## Carrière professionnelle
Après avoir été chargé d'études à l'Agence française de développement, entre 1987 et 1989, il rejoint la Société générale comme senior economist où il travaillera jusqu'en 1993. Il devient ensuite chargé de mission au Commissariat général du Plan jusqu'en 1988. Puis, il devient rédacteur en chef de la revue L'Économie politique et rédacteur en chef adjoint d'Alternatives économiques. On peut noter que, dans les dix sept années suivant la fin 1998, il a écrit plus de 200 articles dans Alternatives économiques. Il est désormais Directeur des publications à Alternatives économiques, aussi bien sur le papier que sur le web.
En 2011, il débute sa participation à l'émission On n'arrête pas l'éco sur France Inter, où il débat tous les samedis avec Laurent Bigorgne, directeur de l'Institut Montaigne (précédemment avec Emmanuel Lechypre).
Il reçoit en 2012 le Prix du Meilleur Article Financier pour son article Des bulles de crédit aux crises financières publié dans Alternatives économiques en décembre 2011.
En 2014, il devient chroniqueur de livres dans l'émission La librairie de l'éco sur BFM Business.

## Principaux thèmes de recherches et de publication
Aux divers stades de sa carrière, Christian Chavagneux a mené des études successivement dans l'économie du développement, puis dans la finance internationale. Il a élargi ensuite ses domaines de recherche autour de sujets tournant autour de l'économie politique internationale, puis aux multiples questions de théorie économique et d'économie politique qui y touchent.

### L’économie politique internationale
Après sa formation dans le domaine à la London School of Economics, Christian Chavagneux s’intéresse à l’économie politique internationale : cette discipline, peu développée en France, cherche à répondre à la question « qui détient le pouvoir dans l’économie mondiale ? » en s’appuyant sur l'économie, la science politique et l'histoire en longue durée. Pour cela, Christian Chavagneux présente différentes théories disponibles pour cette approche en se référant aux thèses défendues par la fondatrice de l’école, Susan Strange. Cette dernière insiste sur le fait que les États ne sont que l’un des acteurs à pouvoir écrire les règles du jeu de la mondialisation : analyser le pouvoir dans le capitalisme contemporain demande de s’intéresser aux firmes multinationales, aux mafias, aux ONG, et à bien d’autres acteurs que les seuls États. Dans un autre de ses ouvrages, elle montre  en quoi la mondialisation contribue à restreindre fortement le rôle des États, que ce soit dans le domaine des télécommunications, des grands cabinets de conseil, des grandes sociétés de réassurance, ou des cartels d'entreprises, autant de zones diffuses de pouvoir qui échappent aux régulations étatiques. À cet égard, Christian Chavagneux défend aussi l’idée que les acteurs privés ont pris du pouvoir aux États, que les États-Unis restent la puissance dominante et qu’il existe des zones de non gouvernance internationale.

### Une analyse des paradis fiscaux
Christian Chavagneux a publié son premier dossier d’analyse sur le rôle économique des paradis fiscaux dès 1999 dans le mensuel Alternatives économiques. Il y développait l’idée selon laquelle ces territoires, généralement considérés comme marginaux et au service de quelques personnes fortunées, représentent en fait des infrastructures clés de la mondialisation financière. Depuis, il a suivi régulièrement l'actualité de ce sujet dans une série d'articles consacrés au secret bancaire, à la régulation financière, ou dans les mesures visant à les limiter plus ou moins durement. Il a réuni ces éléments et les a complété, avec le chercheur Ronen Palan, dans un premier ouvrage de synthèse retraçant l’histoire des paradis fiscaux, analysant leur rôle dans la mondialisation contemporaine, et présentant l’évolution des politiques publiques visant à les remettre en cause.

### Une analyse économique et historique de l'escroquerie
Depuis ses travaux sur les paradis fiscaux dans les années 1990-2000, Christian Chavagneux s'est intéressé à la dimension opaque de la finance et, en particulier, aux pratiques aux limites du commerce, voire illicites, qui représentent souvent un indicateur avancé des bulles financières. C'est ce qui l'a conduit à élargir sa réflexion sur les escrocs dans un livre, Les Plus Belles Histoires de l’escroquerie, du collier de la reine à l’affaire Madoff, qui non seulement raconte une série d'arnaques qui ont défrayé l'histoire mais, également, en explique les mécanismes. On y trouve des affaires célèbres, de celle dite du « collier de la reine », aux montages de Madoff, en passant par la pyramide de Ponzi, mais également des épisodes moins connus comme les arnaques à la colonisation du XIXe siècle ou celle d'Henri Lemoine face à la puissante multinationale De Beers au début du XXe siècle. Ce recueil de chroniques des écarts à la loi a été salué aussi bien du côté économique, par André Orléan, ou du côté sociologique, par Pierre Lascoumes. Car Christian Chavagneux y montre que les escroqueries y sont le reflet du fonctionnement des économies. Selon Lascoumes, son histoire des arnaques sur deux siècles réalise "en même temps un recueil de récits d’aventures exceptionnelles menés à un rythme haletant et une série d’analyses historico-socio-économiques approfondies", ce qui raconte de manière incarnée l'histoire du capitalisme.

## Prises de position

### Sur les paradis fiscaux
Christian Chavagneux a longtemps fait partie du groupe de travail "Paradis fiscaux" de l'organisation Attac, notamment en compagnie du syndicaliste des impôts Gérard Gourguechon. Il est également membre de Finance Watch. Il a publié un livre grand public sur le sujet, Les paradis fiscaux, dès 2006, ainsi qu'un travail plus universitaire, en 2009. Il publie régulièrement des articles sur le sujet, les derniers datant de 2017 et de 2020. Enfin, Christian Chavagneux apporte un soutien critique aux décisions du G20 de 2021 qui visent à remettre en cause l’utilisation des paradis fiscaux par les multinationales.

### Sur la régulation de l'économie
Christian Chavagneux est partisan d'une régulation publique de l'économie. Il soutient notamment des politiques de relance par l'investissement, conteste les politiques budgétaires d'austérité et la course à la baisse des impôts ou à la réduction du nombre de fonctionnaires. Il est ainsi contesté par les partisans d'une économie plus libérale.

## Publications
- Ghana, une révolution de bon sens: économie politique d'un ajustement structurel, Karthala, 1997
- Les Dernières Heures du libéralisme, la mort d'une idéologie, Perrin, 2007[21]
- L'Économie politique internationale, Collection Repères, La Découverte, nouvelle édition 2010[22]
- (avec Jacques Mistral), Peut-on réguler la finance internationale ?, in L'État pyromane, Delavilla, 2010
- (avec Ronen Palan et Richard Murphy), Tax havens. How globalization really work, Cornell University Press, 2010.
- Une brève histoire des crises financières. Des tulipes aux subprimes, La Découverte, 2011
- (avec Thierry Philipponnat) La Capture, La Découverte, 2014[23]
- (avec le dessinateur James), Les Aventuriers de la finance perdue, Casterman, 2016[24]
- (avec Ronen Palan) Les Paradis fiscaux, Repères, La Découverte, 4e édition, 2017[25]
- (avec Marieke Louis), Le Pouvoir des multinationales, PUF, 2018
- Les Plus Belles Histoires de l'escroquerie, Seuil, 2020[26]